# Иччи
Иччи — духи-хозяева предметов, вещей, явлений природы или определённых мест в традиционных верованиях якутов и долган. Согласно этим верованиям, природа — живая, все её объекты и явления имеют своих духов иччи. В их мифологизации сформировались анимистические образы духов-хозяев. Иччи могут быть персонификациями гор, деревьев и озёр, покровителями местности, воплощениями идей и явлений. К иччи обращаются с помощью молитв алгыс. Им приносят жертвы в виде украшений из конских волос и лоскутков ткани (салама), пищи неживотного происхождения, кумыса, денег. Не следует путать Иччи с божествами Айыы, злыми духами Абааhы и үөр.
Схожие представления о духах-хозяев есть и у других народов. У тюркоязычных народов они называются эе, эзи, у бурят — эжины, у монголов — эдзены.
Представления о духах отражены, в частности, в фильме ужасов Иччи 2021 года.

## Наиболее известные Иччи
- Аан Алахчын Хотун — дух-хозяйка земли и защитница родовой местности
- Байанай (Бай Байанай, Барылах Байанай) — дух леса и покровитель охоты
- Кюэх Бёллёх — дух рыбалки
- Дэлбэ Айыы — дух деторождения
- Ынахсыт — дух-покровитель крупного рогатого скота

Также почитались духи конкретных местностей:
- Сир иччитэ — дух местности
- Суол иччитэ — дух дороги
- Хайа иччитэ — дух горы
- Аартык иччитэ — дух горного перевала
- Эбэ — дух рек и озёр
- Уот Уххан — дух огня